# Otto II. (Solms-Laubach)
Otto II. Graf zu Solms-Laubach (* 1. Oktober 1799 in Laubach; † 22. November 1872 ebenda) war ein hessischer Standesherr und Politiker. Er war Abgeordneter und Präsident der 1. Kammer der Landstände des Großherzogtums Hessen.

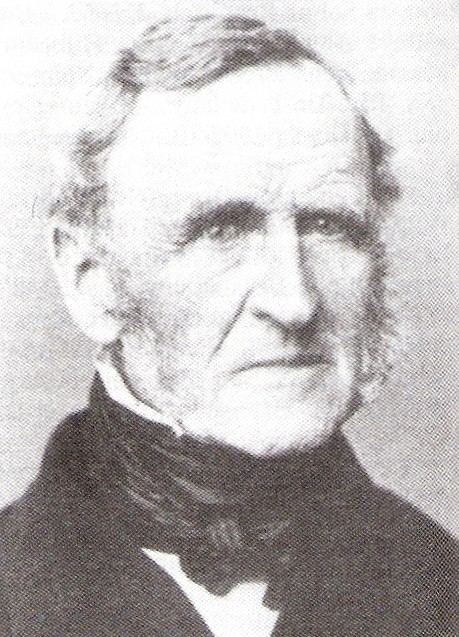
Otto zu Solms-Laubach

## Familie
Otto entstammte dem Adelsgeschlecht Solms-Laubach. Er war ein Sohn des Oberpräsidenten der Provinz Jülich-Kleve-Berg Friedrich zu Solms-Laubach (1769–1822) und dessen Ehefrau Henriette, geborene von Degenfeld-Schomberg (1776–1847). Sein Bruder Reinhard (1801–1870) wurde preußischer Generalmajor, seine Schwester Ottilie (1807–1884) Regentin im Fürstentum Solms-Braunfels.

## Leben
Er besuchte das Friedrich-Werdersches Gymnasium in Berlin und die Universitäten in Bonn und Berlin. Otto zu Solms-Laubach trat 1822 die Nachfolge der Standesherrschaft an. 1826 bis zur Märzrevolution 1849 und 1851 bis zu seinem Tod 1872 war er als Standesherr Mitglied der ersten Kammer der Landstände. 1829/30 und 1851/56 stand er der ersten Kammer als Präsident vor, nachdem er bereits 1844/49 Vizepräsident war (und 1856/66 erneut wurde).
1848 war er Mitglied des Vorparlaments. Infolge der Märzrevolution war ein neues Wahlrecht verabschiedet worden, das die Vorrechte der Standesherren aufhob und eine freie Wahl der ersten Kammer vorsah. Otto zu Solms-Laubach war daher 1849 bis 1851 nicht Landtagsabgeordneter, vertrat aber das Großherzogtum 1850 im Staatenhaus des Erfurter Unionsparlaments.
1867/69 war er Mitglied des Reichstags des Norddeutschen Bundes und schloss sich dort der Fraktion des Altliberalen Zentrums an. Im November 1869 legte er sein Reichstagsmandat nieder.
Während seines Studiums wurde er 1819 Mitglied der Alten Bonner Burschenschaft/Allgemeinheit.

## Ehe und Nachkommen
Otto zu Solms-Laubach war seit 11. September 1832 mit Luitgarde zu Wied (1813–1870) verheiratet. Sie war die älteste Tochter des Fürsten Johann August Karl zu Wied. Das Paar hatte folgende Kinder:
- Friedrich Wilhelm August Christian (1833–1900) ⚭ Marianne Gräfin zu Stolberg-Wernigerode (* 6. September 1836; † 13. August 1910), Tochter des Generals Wilhelm zu Stolberg-Wernigerode
- Thekla (* 4. Juni 1835; † 17. Januar 1892) ⚭ Maximilian zu Solms-Rödelheim (1826–1892)
- Ernst (* 24. April 1837; † 12. August 1908) ⚭ Auguste Gräfin von Schimmelmann (* 13. August 1847; † 17. Januar 1921)
- Klara (* 30. Januar 1839; † 1. November 1896)
- Hermann (1842–1915)
- Reinhard (* 23. Februar 1844; † 2. April 1848)